# Pavel Toufar
Pavel Toufar (13. červenec 1948 Praha – 26. září 2018) byl český spisovatel, novinář, propagátor kosmonautiky.

## Život
V roce 1973 ukončil právnická studia na pražské Univerzitě Karlově. Téma jeho diplomové (také rigorózní) práce Mezinárodně právní postavení kosmických orbitálních stanic bylo tehdy první prací tohoto druhu z kosmonautiky na čs. vysokých školách. S poukazem na tuto práci byl vyzván k referátu na XXIV. kongresu Mezinárodní astronautické federace (IAF), kterého se zúčastnil jako tehdy nejmladší řádný účastník a byl přijat za řádného člena Mezinárodního institutu kosmického práva (IISL) při IAF.
Od roku 1973 pracoval ve svobodném povolání jako spisovatel a novinář, v letech 1978–1981 scenárista Filmového studia Barrandov, v roce 1982 redaktor nakladatelství Panorama, v období 1983–1990 opět jako spisovatel ve svobodném povolání. Od poloviny 80. let spolupracoval s redakcí Televizních novin České televize (ČT), později Zpravodajství ČT, jako komentátor některých kosmonautických událostí. V letech 1991–1992 byl šéfredaktorem týdeníku Signál, v letech 1992–1994 byl zaměstnán ve vydavatelství Ringier, v letech 1995–1997 v nakladatelství Integra, od roku 1998 opět spisovatelem ve svobodném povolání.
Autor především knih literatury faktu, ale také beletrie, a rovněž knih populárně naučného charakteru, několika tisíc časopiseckých a novinových článků, autor filmových, televizních a rozhlasových scénářů. Od roku 1965 až do nuceného odchodu v roce 1977 byl stálým externím spolupracovníkem deníku Svobodné slovo, v němž vybudoval a pravidelně zajišťoval zpravodajství z kosmonautiky (mimo jiné roku 1969 napsal největší počet článků v různých československých časopisech, v nichž popularizoval program Apollo a zejména historický let Apolla 11). Také spolupracoval s časopisy Reportér, Mladý svět, VTM a mnoha dalšími.
Působil jako aktivní účastník některých experimentů spjatých s kosmickým výzkumem, např. zkoumání sociální izolace a senzorické deprivace skupiny výzkumníků: I. – 20 osob, 5 dní, červen 1978, II. – 18 osob, 5 dní, květen 1979, III. – celosvětově první multidisciplinární experiment Štola 88 – 7 osob, 18 dnů (vedoucí skupiny pokusných osob), v září 1988 byl nominován do širšího výběru mezinárodního experimentu SFINCSS-99.
Od roku 2008 se aktivně podílel na podpoře české vědecké účasti v mezinárodním experimentu Mars 500 (ESA a IMBP RAN) jako člen týmu vedeného předním světovým odborníkem PhDr. Jaroslavem Sýkorou.
Od roku 2015 působil jako člen rady podvýboru pro vědu, výzkum, letectví a kosmonautiku Hospodářského výboru PS PČR.
Pavel Toufar zemřel po těžké nemoci ve středu 26. září 2018.

## Ocenění
- V roce 1986 obdržel Cenu ČSAV za popularizaci vědy za rok 1985
- V roce 1987 obdržel Zlatou pamětní medaili ČSAV za zásluhy o rozvoj kosmického výzkumu v Československu
- V roce 1997 obdržel literární Cenu Egona Erwina Kische za knihu Smrt číhá mezi hvězdami
- V roce 2007 byl jmenován Čestným členem Kosmo Klubu (pozn.: tohoto ocenění si velice vážil)
- V roce 2019 byla na jeho počet pojmenována planetka (59470) Paveltoufar = 1999 HM objevená 17. dubna 1999 Petrem Pravcem v Ondřejově.[5] Iniciátory pojmenováni byli členové Kosmo Klubu.[6][7]

## Dílo
Autor mnoha desítek knih a několika tisíc novinových a časopiseckých textů, TV a rozhlasových pořadů. Psal především literaturu faktu, napsal i několik prací science-fiction a několik desítek populárně naučných prací.

### Knihy
- Vzpomínka první až sedmá (1973), beletrie-novela, ve sborníku Mláďátka z herbáře
- Touha po hvězdách (1976), literatura faktu
- Svět dopravních letadel (1976), naučná próza
- Cesty ke hvězdám (1976), lit. faktu
- Dokument (1977), beletrie-SF [1]
- Uskutečněné fantazie (1978), lit. faktu
- Experiment (1980), novela SF ve sborníku Neviditelní zloději
- Pára na kolejích (1980), literatura faktu
- Křižovatky vzdušných cest (1980), lit. faktu
- Cesta do kosmu (1984), naučná próza
- Otazníky přicházejí z hvězd (1988), lit. faktu v čes. překl. knihy A. Mostowicze My z kosmu
- Velké cesty vesmírem (1989), lit. faktu
- Das Experiment, v: Die Strasse nach Candarei (1995), beletrie-novela SF, ISBN 3-453-11905-3
- Vánoce (1996), literatura faktu, ISBN 80-86006-24-7
- Smrt číhá mezi hvězdami (1996), lit. faktu, ISBN 80-7181-148-3
- Zur Hölle mit der Maus, noch ein bier, bitte! in: Die Säumige Zeitmaschine (1997), ISBN 3-453-11905-3
- Tajemné stopy české historie (1998), lit. faktu, ISBN 80-902484-6-2
- Kuchařka pro Krkonošského Medvěda (1999), nauč. próza, ISBN 80-86136-31-0
- Setkání s tajemstvím (1999), lit. faktu, ISBN 80-7268-034-X
- Kosmické skandály (1999), lit. faktu, ISBN 80-902484-8-9
- Druhé setkání s tajemstvím (2000), lit. faktu, ISBN 80-7268-066-8
- Přísně tajné (2000), lit. faktu, ISBN 80-7268-082-X
- Tajemnou českou krajinou (2001), lit. faktu, ISBN 80-86367-07-X
- Vánoce (2001), lit.faktu, ISBN 80-7268-204-0
- Velikonoce (2001), lit.faktu, ISBN 80-7268-204-0
- Otazníky zapomenutých hrobů (2001), ISBN 80-7268-138-9
- Vzestup a pád Jurije Gagarina (2001), lit. faktu, ISBN 80-86367-11-8
- Tajemnou českou krajinou-Český Meran (2001,2004),lit.faktu, ISBN 80-86231-19-4 (30-5)
- Tajemnou českou krajinou-Česká Sibiř (2002,2004),lit.faktu, ISBN 80-86231-21-6 (31-3)
- Záhady české minulosti (2002,2006), lit. faktu, ISBN 80-7268-212-1 (379-9)
- Svět záhad a tajemství (2002), lit. faktu, ISBN 80-243-0895-9
- Krutý vesmír (2002, 2003), lit. faktu, ISBN 80-7268-235-0
- UFO, nedokončená tečka (2003), ISBN 80-7268-256-3
- Tajemnou českou krajinou-Záhadné Sedlčansko (2003),lit.faktu, ISBN 80-86231-27-5
- Člověk na Měsíci – podvod století? (2003), lit. faktu, ISBN 80-243-1223-9
- Když Helena nevaří... (2003), naučná próza, ISBN 80-86718-08-5
- Tajemnou českou krajinou-Od Blaníku k Sázavě (2004),lit.faktu, ISBN 80-86231-29-1
- Podivuhodné osudy v českých dějinách III (2004), lit. faktu, ISBN 80-243-1620-X
- Magická místa Čech a Moravy II (2004), lit. faktu, ISBN 80-243-1607-2
- Utajený vesmír (2004), lit. faktu, ISBN 80-243-1608-0
- Co se děje na Marsu? (2004), lit. faktu, ISBN 80-7268-288-1
- Český rok na vsi a ve městě, leden-srpen (2004), lit. faktu, ISBN 80-7268-276-8
- Český rok na vsi a ve městě, září-prosinec (2004), lit. faktu, ISBN 80-7268-277-6
- Cestovatel na perutích času, Vojtěch Zamarovský (2004), lit. faktu, ISBN 80-7268-263-6
- Tajemnou českou krajinou-Toulky kolem Třemšína (2005),lit.faktu, ISBN 80-86231-35-6
- Intrikáni v české historii (2005), lit. faktu, ISBN 80-243-1993-4
- Magická místa Čech a Moravy III (2005), lit. faktu, ISBN 80-243-1821-0
- Magická místa Čech a Moravy IV (2005), lit. faktu, ISBN 80-243-1996-9
- Kruté příběhy z české historie (2005), lit. faktu, ISBN 80-243-1820-2
- Nemravné kratochvíle našich předků (2006), lit. faktu, ISBN 80-243-2224-2
- Kruté příběhy z české historie II (2006), lit. faktu, ISBN 80-243-2477-6
- Tajemnou českou krajinou-Od Blatné k Otavě (2006),lit.faktu, ISBN 80-86231-38-0
- Osudy alchymistů (2006), lit. faktu, ISBN 80-7268-373-X
- Tajemnou českou krajinou-Smrt knížete Václava (2007),lit.faktu, ISBN 978-80-86231-41-9
- Kosmický zabiják (2007), lit. faktu, ISBN 978-80-243-2670-2
- Nemravné kratochvíle našich předků II (2007), lit. faktu, ISBN 978-80-243-2888-1
- Kruté příběhy z české historie III (2008), lit. faktu, ISBN 978-80-243-3070-9
- Opilci, falešní hráči a mlsní žrouti (2008),lit.faktu, ISBN 978-80-86231-46-4
- Cesty ke hvězdám (zcela přepracované nové vydání, CD-ROM), lit. faktu,8 594050 420496
- Čarodějnice, hvězdlháři a zlatodějové (2009), lit.faktu, ISBN 978-80-243-3476-9
- Lotrasové, chmatáci a další darebáci (2009), lit. faktu, ISBN 978-80-243-3664-0
- Tajemné bytosti mezi námi (2010), lit. faktu, ISBN 978-80-243-3807-1
- Sedm divů Česka (2010), lit. faktu, ISBN 978-80-7404-048-1
- Podvodníci na Hradě (2010), lit. faktu, ISBN 978-80-243-4024-1
- Gagarin - Byl první? (2011), lit. faktu, ISBN 978-80-7376-277-3
- Toulky - Tajemné kameny (2014), lit. faktu, ISBN 978-80-7376-373-2
- Toulky - Chlum u Třeboně (2014), lit. faktu, ISBN 978-80-7376-378-7
- Toulky - Za českými čerty (2015), lit. faktu, ISBN 978-80-7376-386-2
- Hrst vzpomínek z krátké cesty k Marsu (str. 46 an.), NEK - laboratoř pro Mars i orbitální stanice (str. 61 an.), in: Mars-500 (2015), sborník odborných prací, ISBN 978-80-200-2437-4

### Scénáře filmů
- Modrá planeta (1979)- spolupráce na scénáři